# Jenynsia multidentata
Jenynsia multidentata är en fiskart som först beskrevs av Leonard Jenyns 1842.  Jenynsia multidentata ingår i släktet Jenynsia och familjen Anablepidae. Inga underarter finns listade i Catalogue of Life.